# 秋田修英高等学校
秋田修英高等学校（あきたしゅうえいこうとうがっこう）とは、秋田県大仙市大曲須和町一丁目に位置する私立の高等学校。設置主体は学校法人杉澤学園。秋田県の私立高校で唯一通信制課程がある。

## 設置学科
- 全日制課程
  - 普通科（令和2年度以降入学者）
    - キャリアコース（Cコース）
      - アドバンスエリア（Aエリア）…主に進学希望ないしは公務員就職希望の生徒の為のコース。普通教科を中心に学習。
      - ビジネスエリア（Bエリア）…社会人になるために必要な知識の習得を目指す学習。

    - スポーツコース（Sコース）…野球部への入部を希望する者を対象（令和2年度に限り、剣道部への入部を希望するものも可）
    - ステップUPコース（令和7年度以降入学者）…学びの多様化学校に対応したコース

  - 総合学科（平成31年度以前の入学者）
    - 進学文化コース
      - 教養系列…主に進学希望の生徒の為のコース。普通教科を中心に学習。
      - 情報系列…情報やビジネスについての学習。情報処理等の資格取得を目指す。
      - 福祉系列…福祉・看護・家庭に関する事を学習。訪問看護員（ホームヘルパー2級）の資格取得を目指す。

    - スポーツコース…野球部ないしは剣道部への入部を希望する者を対象
- 通信制課程
  - 普通科

## 沿革
- 1947年（昭和22年）10月 - 杉沢洋裁研究所として開設
- 1949年（昭和24年）4月 - 杉沢服装学院と改称
- 1951年（昭和26年）6月 - 杉沢服装専門学校と改称
- 1953年（昭和28年）5月 - 秋田県より学校法人認可
- 1959年（昭和34年）
  - 4月 - 杉沢女子高等学校（普通科・家庭科）と改称
  - 10月 - 校舎落成・開校
- 1960年（昭和35年）4月 - 男女共学になる
- 1961年（昭和36年）12月 - 大曲東高等学校と改称
- 1963年（昭和38年）2月 - 増築校舎竣工
- 1966年（昭和41年）4月 - 商業科開科、家庭科を家政科に改称
- 1968年（昭和43年）3月 - 家政科閉科
- 1971年（昭和46年）3月 - 商業科廃止
- 1973年（昭和48年）6月 - 体育館竣工
- 1990年（平成2年）
  - 4月 - 現在の秋田修英高等学校と改称
  - 4月 - ブレザー型制服制定
- 1992年（平成4年）11月 - 普通科教室棟（3階建）竣工
- 2001年（平成13年）
  - 3月 - 情報処理室設置
  - 4月 - 総合学科新設
- 2003年（平成15年）4月 - 福祉系列課程新設（入学時に、進学文化コースかスポーツコース[1]のいずれかで出願し、進学文化コース入学者は、2年次進学時に、教養、ビジネス、福祉のいずれかの系列を選択する形式）
- 2006年（平成18年）4月 - 通信制課程普通科設置
- 2020年（令和2年）4月 - 同年入学者より総合学科を募集停止し、普通科（キャリアコース[2]、スポーツコース[3]）の募集を再開。
- 2025年（令和7年）4月 - 学びの多様化学校に対応した、ステップUPコースを新設

## 著名な出身者
- 高橋松吉 （自転車競技選手）